# Kostomlaty pod Milešovkou
Kostomlaty pod Milešovkou (německy Kostenblat, Kostenblatt) je obec v okrese Teplice v Ústeckém kraji. V celé obci, k níž patří také vesnice Hlince, žije 905 obyvatel.

## Historie
První písemná zmínka o vesnici pochází z roku 1333.
Dne 17. května 1671 ve vsi vypukl požár, při němž shořelo 32 selských usedlostí, tvrz označovaná jako starý zámek a většina hospodářských budov u ní. Oheň zasáhl také kostel svatého Vavřince. Celková škoda byla odhadnuta na dvacet tisíc zlatých.

## Obyvatelstvo
Při sčítání lidu v roce 1921 zde žilo 1 575 obyvatel (z toho 739 mužů), z nichž bylo 226 Čechoslováků, 1 345 Němců a čtyři cizinci. Většina se hlásila k římskokatolické církvi, 125 lidí bylo bez vyznání, třináct jich bylo evangelíky a osm židy. Podle sčítání lidu z roku 1930 měla vesnice 1 669 obyvatel: 383 Čechoslováků, 1 278 Němců a osm cizinců. Stále převažovala výrazná římskokatolická většina, ale žilo zde také devatenáct evangelíků, osm členů církve československé, sedm izraelské, šest příslušníků jiných nezjišťovaných církví a 136 lidí bez vyznání.
|                                                         | 1869 | 1880  | 1890  | 1900  | 1910  | 1921  | 1930  | 1950 | 1961  | 1970  | 1980 | 1991 | 2001 | 2011 |
| ------------------------------------------------------- | ---- | ----- | ----- | ----- | ----- | ----- | ----- | ---- | ----- | ----- | ---- | ---- | ---- | ---- |
| Obyvatelé                                               | 965  | 1 031 | 1 136 | 1 273 | 1 466 | 1 575 | 1 669 | 984  | 1 150 | 1 003 | 942  | 777  | 839  | 861  |
| Domy                                                    | 150  | 165   | 180   | 198   | 219   | 225   | 272   | 274  | 245   | 234   | 233  | 244  | 257  | 273  |
| Data z roku 1961 zahrnují i domy z místní části Hlince. |      |       |       |       |       |       |       |      |       |       |      |      |      |      |

## Části obce
- Kostomlaty pod Milešovkou
- Hlince

## Pamětihodnosti

### Kostel svatého Vavřince
Kostel svatého Vavřince, vystavěný ve 13. století, byl barokně přestavěn ve druhé polovině 17. století. V zadní východní věži se nachází zvon z roku 1665 od Jana Pricqueye, zvon z roku 1548 od Wolfa Hilgera a zvon z roku 1922 od Richarda Herolda. V minulosti je zde doložen ještě jeden zvon od Herolda, dva zvony z roku 1657 od Melichara Michelina a malý umíráček z roku 1851, jinak neznámý.

### Zámek
Kostomlatský zámek nechal postavit Humprecht Jan Černín v barokním slohu na místě starší renesanční tvrze, která na počátku 17. století patřila jednomu z bratrů Kostomlatských z Vřesovic. V roce 1888 byl přestavěn na ženský nápravný ústav a na přelomu 19. a 20. století rozšířen o trojkřídlou severní budovu.

### Další pamětihodnosti
- Hrad Kostomlaty, zřícenina šlechtického hradu z první poloviny 14. století
- Kaple Panny Marie Pomocné
- Socha svatého Jana Nepomuckého
- Josefův kámen – obelisk císaři Josefu II.
- Fara
- Krajinou východně od vesnice vede naučná stezka Březina.

## Galerie

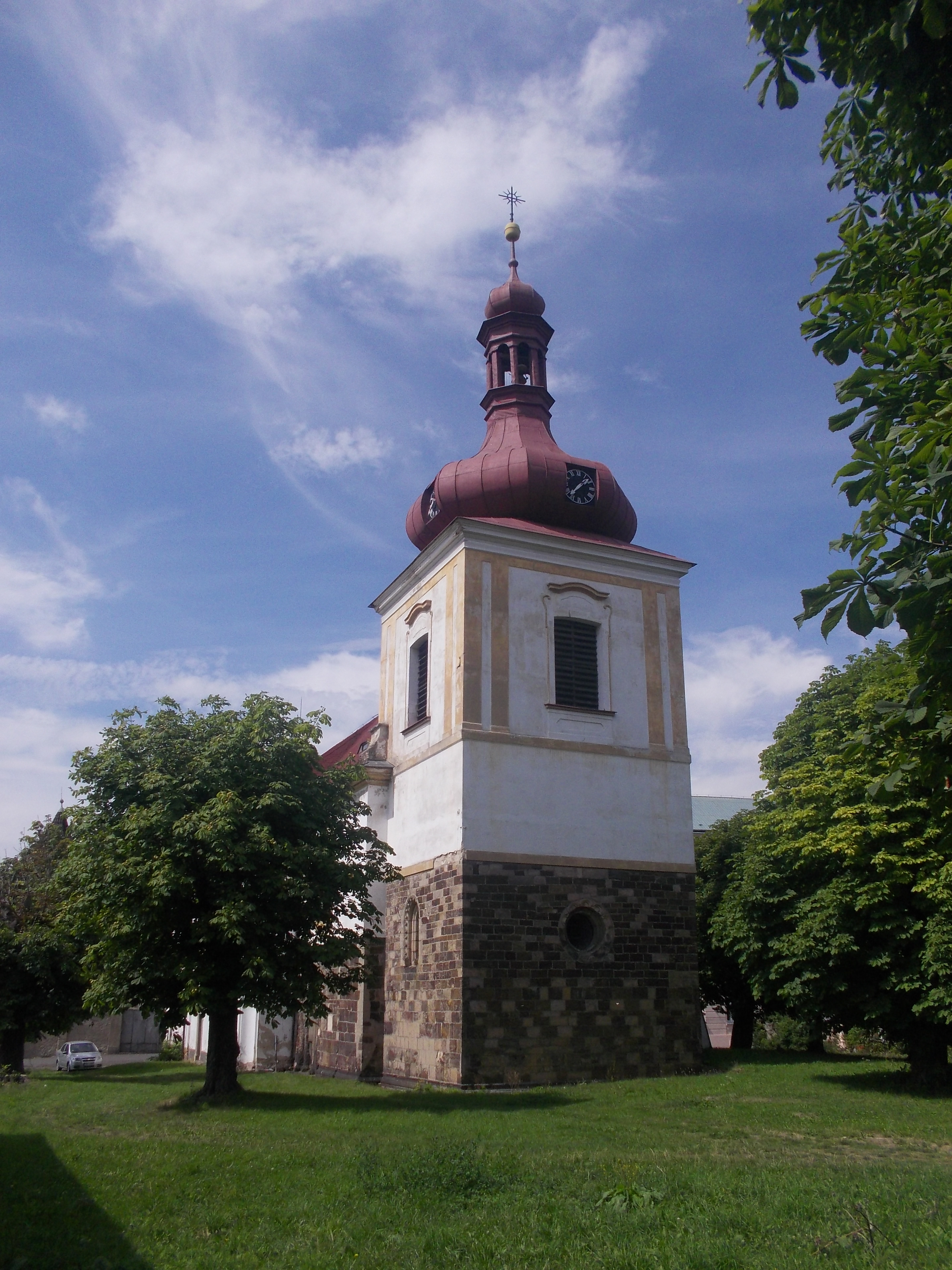
Kostel svatého Vavřince
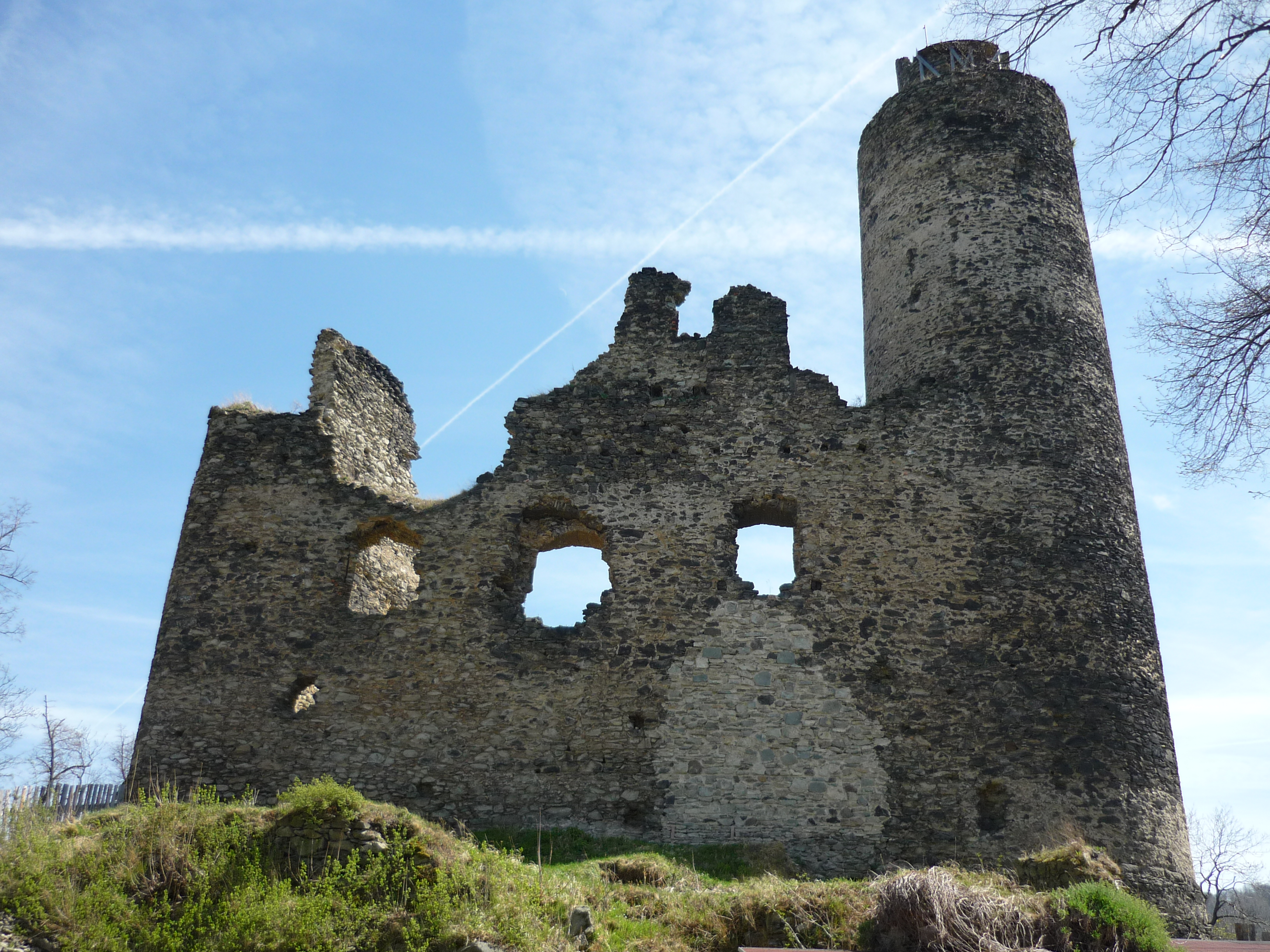
zřícenina hradu Kostomlaty
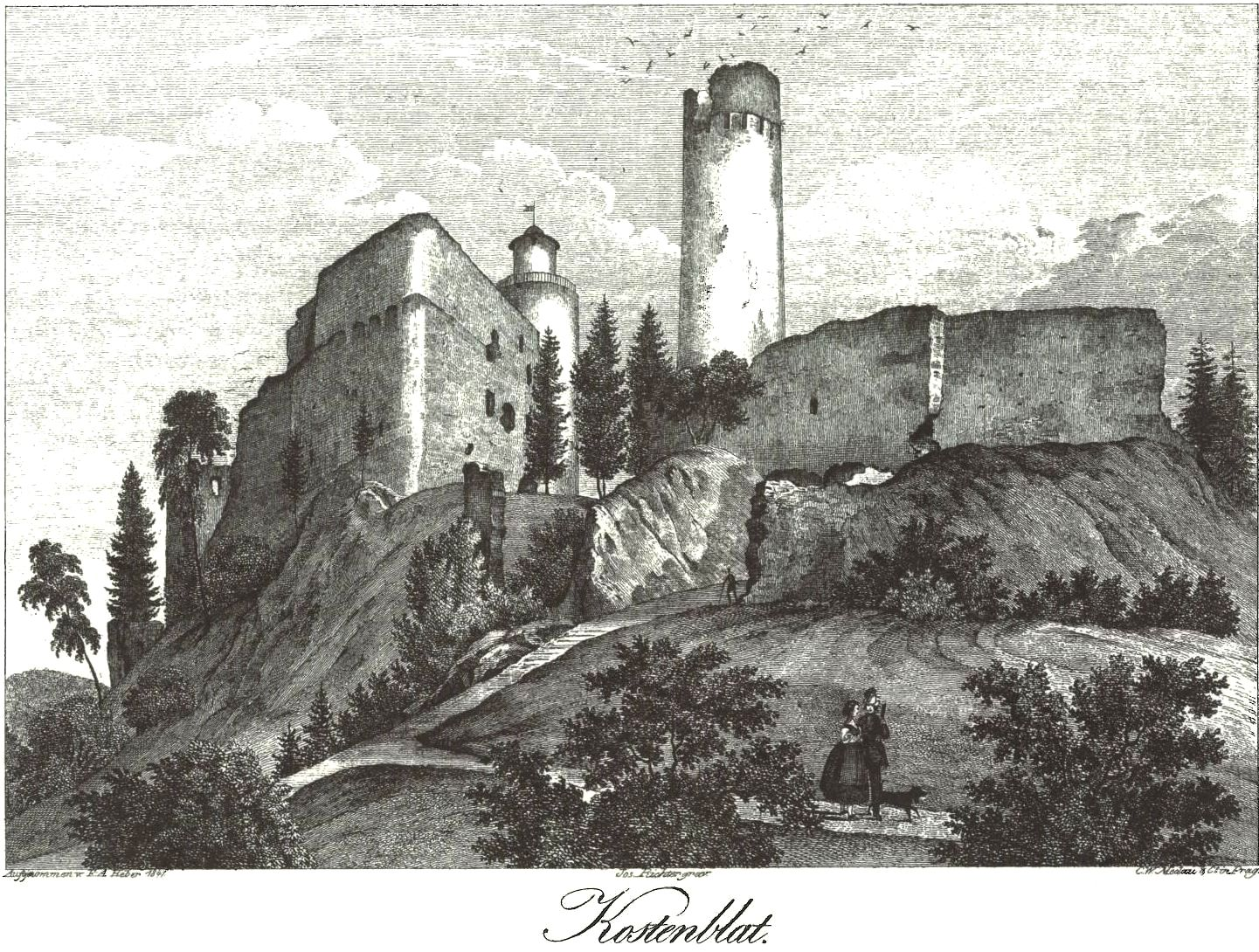
Hrad na rytině z roku 1841